# Elisabetta Teresa di Lorena
Elisabetta Teresa di Lorena (Lunéville, 15 ottobre 1711 – Reggia di Venaria Reale, 3 luglio 1741) era la nona degli undici figli di Leopoldo di Lorena e di Elisabetta Carlotta di Borbone-Orléans, nipote di Luigi XIV. Fu regina di Sardegna come consorte di Carlo Emanuele III di Savoia.

## Biografia

### I primi anni

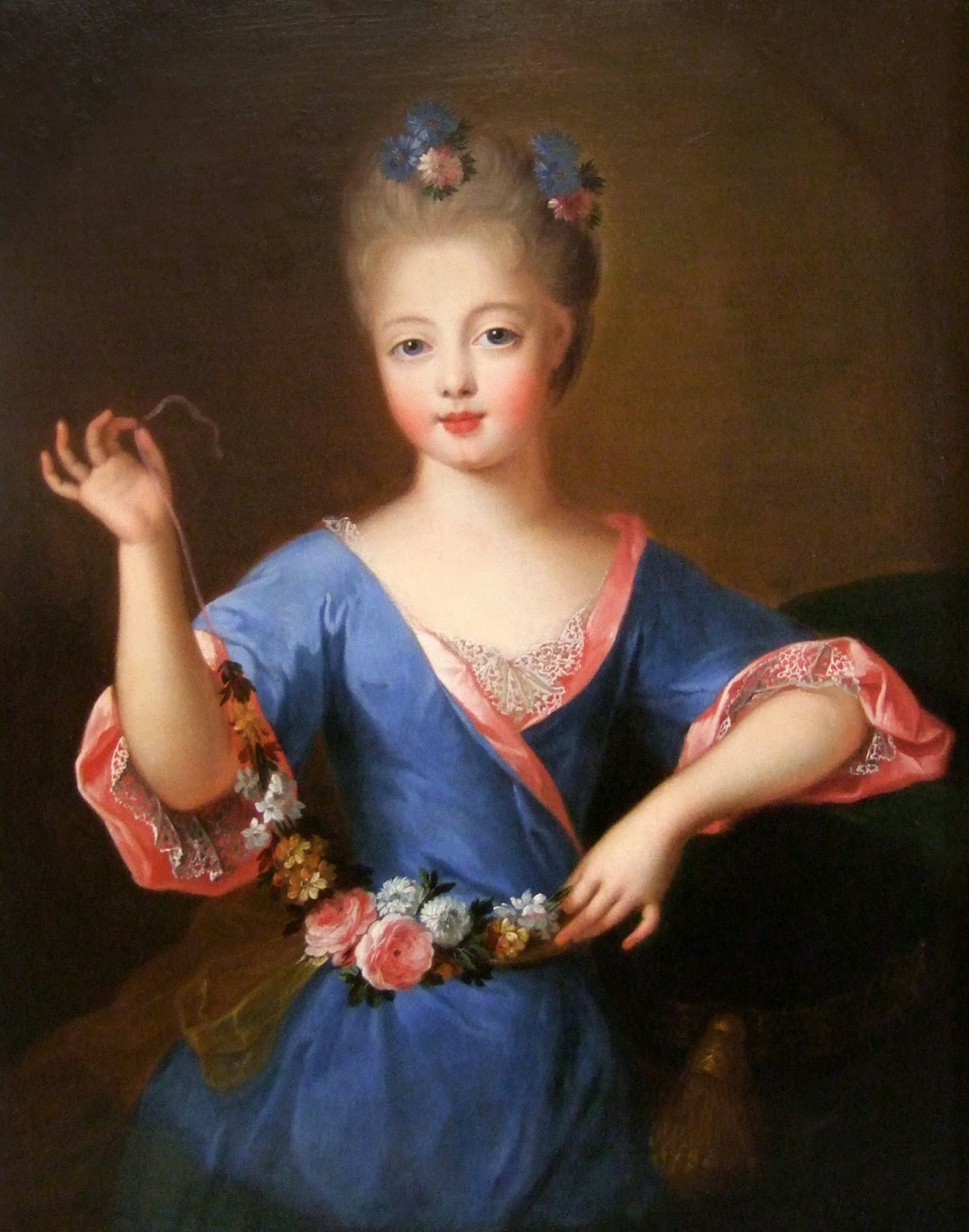
Elisabetta di Lorena ritratta nell'infanzia da Pierre Gobert.

Elisabetta Teresa di Lorena nacque il 15 ottobre 1711 al castello di Luneville, nona degli undici figli del duca Leopoldo di Lorena e di sua moglie Elisabetta Carlotta d'Orléans. Sua madre era nipote di Luigi XIV e suo padre era figlio di Eleonora d'Austria, regina di Polonia. Suo fratello maggiore era Francesco di Lorena, poi divenuto imperatore del Sacro Romano Impero.
Elisabetta Teresa venne ammessa alla corte francese nell'ottobre del 1722 quando vi si recò con sua madre e le sue sorelle Anna Carlotta e Maria Luisa in occasione dell'incoronazione di Luigi XV alla cattedrale di Reims. Secondo una testimonianza di Elisabetta Carlotta del Palatinato, nonna di Elisabetta Teresa, le tre ragazze erano molto belle e attraenti, ma Anna Carlotta era la più bella.

### Progetti matrimoniali
Nella primavera del 1725, il giovane re Luigi XV di Francia aveva già quindici anni e non si era ancora maritato. Venne fatto fidanzate con Marianna Vittoria di Borbone-Spagna, ma la giovane principessa venne rimandata in Spagna in quanto troppo giovane per concepire un erede. Elisabetta Carlotta, pertanto, iniziò i negoziati per far sposare sua figlia al re, ma questo progetto incontrò l'opposizione del primo ministro, il principe di Condé, il quale propose infine la principessa polacca Maria Leszczyńska che risultò la scelta definitiva. Tra le scelte che il duca indagò prima del matrimonio del sovrano, vi fu anche la principessa di Lorena, ma la casata era troppo strettamente legata agli Asburgo e questo avrebbe portato scontento e conflitto tra la nobiltà francese dopo i contrasti di fine Seicento tra le due nazioni.
Nel 1729 Leopoldo di Lorena morì nel bel mezzo dei negoziati tra la diciassettenne Elisabetta Teresa e suo cugino rimasto da poco vedovo, il duca Luigi di Borbone-Orléans, il quale ad ogni modo rifiutò tale matrimonio con grande disappunto della madre di Elisabetta Teresa. Con tutti questi progetti matrimoniali falliti, sempre la madre di Elisabetta Teresa le procurò il titolo di coadiutrice dell'abbazia di Remiremont il 19 ottobre 1734, nella speranza che la carriera ecclesiastica avrebbe rappresentato infine per questa figlia una carriera degna.

### Regina di Sardegna

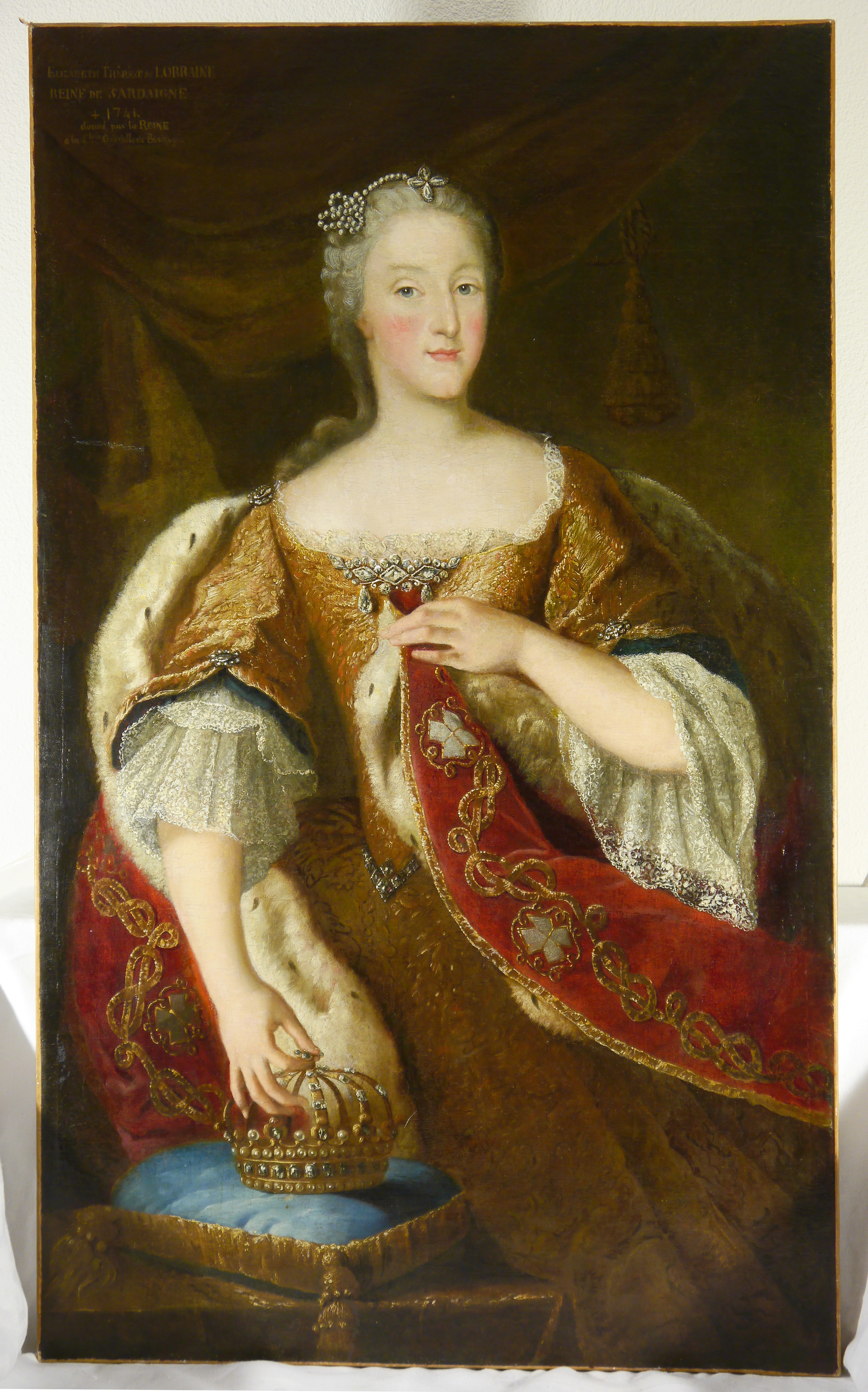
Elisabetta Teresa come regina di Sardegna, in un ritratto del XVIII secolo

Sul finire del 1736, quando ormai il destino di Elisabetta Teresa sembrava legato al mondo ecclesiastico, re Carlo Emanuele III di Savoia, già vedovo per la seconda volta, chiese la sua mano.
L'unione tra i due venne celebrata per procura il 5 marzo 1737 a Lunéville with il principe di Carignano in rappresentanza del sovrano sabaudo. Il giorno dopo le nozze per procura, la principessa partì alla volta di Lione dove giunse il 14 marzo. Suo fratello il duca di Lorena le procurò una dote per il matrimonio grazie ad un contratto siglato a Vienna tra il duca e la duchessa di Lorena e l'imperatore Carlo VI.

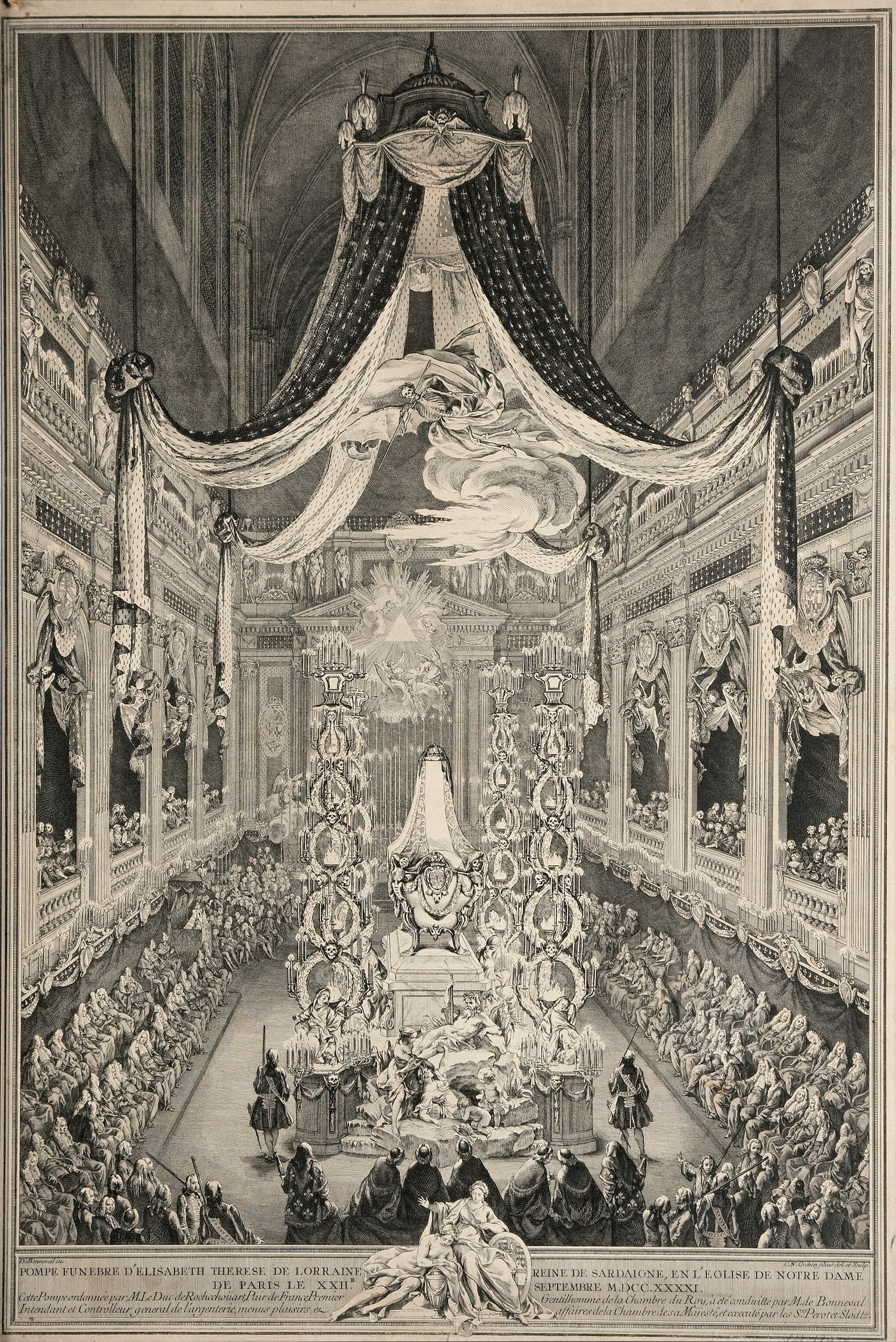
Il funerale della Regina di Sardegna in una litografia d'epoca

La coppia si sposò di persona il 1º aprile 1737 e la coppia giunse a Torino il giorno 21 di quello stesso mese. Carlo Emanuele III era imparentato con la giovane sposa dal momento che sua madre Anna Maria di Borbone-Orléans era sorellastra di Elisabetta Carlotta. Il matrimonio produsse tre figli di cui ad ogni modo solo uno raggiunse l'età adulta.
Nel governo di Carlo Emanuele III come re di Sardegna, indubbiamente Elisabetta Teresa ebbe un peso non indifferente per quanto di breve durata, ma lo stesso sovrano era cognato di Francesco Stefano di Lorena, marito dell'imperatrice Maria Teresa d'Austria, e nel contempo zio materno di Luigi XV di Francia. Quando scoppiò la guerra di successione austriaca, probabilmente influenzato da Elisabetta Teresa, scelse di appoggiare l'Austria nel conflitto, subendo quindi ripetuti attacchi da parte della Francia. La scelta di Elisabetta Teresa di appoggiare il fratello, consorte dell'imperatrice austriaca, era dovuta non solo a legami di sangue, ma anche perché questi era stato costretto ad accettare lo scambio di cedere il ducato di Lorena, possedimento secolare della loro famiglia, in cambio del granducato di Toscana. Il ducato di Lorena, prima di essere incorporato direttamente nel regno di Francia, venne ceduto al suocero di Luigi XV, Stanislao Leszczyński, il quale se ne appropriò irriconoscente (secondo i duchi di Lorena) del fatto che proprio Leopoldo, padre di Elisabetta Teresa, lo aveva salvato anni prima da miseria certa dopo aver perso il trono di Polonia.
Elisabetta Teresa morì alla reggia di Venaria Reale nel 1741, all'età di 29 anni, di febbre puerperale dopo la nascita dell'ultimo figlio della coppia. Venne sepolta inizialmente nella cattedrale di San Giovanni Battista di Torino da dove il figliastro Vittorio Amedeo III la fece traslare nel 1786 nella basilica di Superga.

## Discendenza

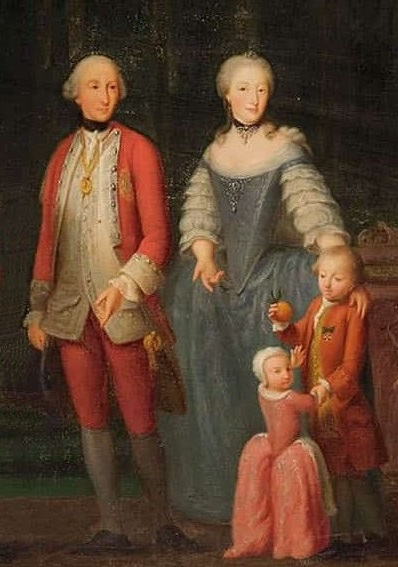
Ritratto postumo di Elisabetta Teresa di Lorena con i suoi tre figli.

Elisabetta Teresa e Carlo Emanuele ebbero tre figli di cui uno solo raggiunse l'età adulta:
1. Carlo Francesco Maria Augusto (1º dicembre 1738 - 25 marzo 1745), duca d'Aosta;
2. Vittoria Margherita (22 giugno 1740 - 14 luglio 1742);
3. Benedetto Maria Maurizio (21 giugno 1741 - 4 gennaio 1808), duca del Chiablese (-1796) e marchese d'Ivrea (1796 - 1808); sposò la nipote Maria Anna, principessa di Savoia (1757-1824), figlia di Vittorio Amedeo III di Savoia, senza figli.

## Ascendenza
|                                        |                       |                              | Genitori                    |  |  | Nonni |  |  | Bisnonni            |  |  | Trisnonni              |  |
|                                        |                       |                              |                             |  |  |       |  |  | Nicola II di Lorena |  |  | Francesco II di Lorena |  |
|                                        |                       |                              |                             |  |  |       |  |  | Nicola II di Lorena |  |  | Francesco II di Lorena |  |
|                                        |                       | Cristina di Salm             |                             |  |  |       |  |  | Nicola II di Lorena |  |  |                        |  |
| Carlo V di Lorena                      |                       |                              |                             |  |  |       |  |  | Nicola II di Lorena |  |  |                        |  |
|                                        |                       | Claudia Francesca di Lorena  | Enrico II di Lorena         |  |  |       |  |  |                     |  |  |                        |  |
|                                        |                       | Claudia Francesca di Lorena  | Enrico II di Lorena         |  |  |       |  |  |                     |  |  |                        |  |
|                                        |                       | Claudia Francesca di Lorena  | Margherita Gonzaga          |  |  |       |  |  |                     |  |  |                        |  |
| Leopoldo di Lorena                     |                       | Claudia Francesca di Lorena  |                             |  |  |       |  |  |                     |  |  |                        |  |
|                                        |                       | Ferdinando III d'Asburgo     | Ferdinando II d'Asburgo     |  |  |       |  |  |                     |  |  |                        |  |
|                                        |                       | Ferdinando III d'Asburgo     | Ferdinando II d'Asburgo     |  |  |       |  |  |                     |  |  |                        |  |
|                                        |                       | Ferdinando III d'Asburgo     | Marianna di Baviera         |  |  |       |  |  |                     |  |  |                        |  |
| Eleonora Maria Giuseppina d'Austria    |                       | Ferdinando III d'Asburgo     |                             |  |  |       |  |  |                     |  |  |                        |  |
|                                        |                       | Eleonora Gonzaga-Nevers      | Carlo di Gonzaga-Nevers     |  |  |       |  |  |                     |  |  |                        |  |
|                                        |                       | Eleonora Gonzaga-Nevers      | Carlo di Gonzaga-Nevers     |  |  |       |  |  |                     |  |  |                        |  |
|                                        |                       | Eleonora Gonzaga-Nevers      | Maria Gonzaga               |  |  |       |  |  |                     |  |  |                        |  |
| Elisabetta Teresa di Lorena            |                       | Eleonora Gonzaga-Nevers      |                             |  |  |       |  |  |                     |  |  |                        |  |
|                                        | Luigi XIII di Francia | Enrico IV di Francia         |                             |  |  |       |  |  |                     |  |  |                        |  |
|                                        | Luigi XIII di Francia | Enrico IV di Francia         |                             |  |  |       |  |  |                     |  |  |                        |  |
|                                        | Luigi XIII di Francia | Maria de' Medici             |                             |  |  |       |  |  |                     |  |  |                        |  |
| Filippo I d'Orléans                    | Luigi XIII di Francia |                              |                             |  |  |       |  |  |                     |  |  |                        |  |
|                                        |                       | Anna d'Austria               | Filippo III di Spagna       |  |  |       |  |  |                     |  |  |                        |  |
|                                        |                       | Anna d'Austria               | Filippo III di Spagna       |  |  |       |  |  |                     |  |  |                        |  |
|                                        |                       | Anna d'Austria               | Margherita d'Austria-Stiria |  |  |       |  |  |                     |  |  |                        |  |
| Elisabetta Carlotta di Borbone-Orléans |                       | Anna d'Austria               |                             |  |  |       |  |  |                     |  |  |                        |  |
|                                        |                       | Carlo I Luigi del Palatinato | Federico V del Palatinato   |  |  |       |  |  |                     |  |  |                        |  |
|                                        |                       | Carlo I Luigi del Palatinato | Federico V del Palatinato   |  |  |       |  |  |                     |  |  |                        |  |
|                                        |                       | Carlo I Luigi del Palatinato | Elisabetta Stuart           |  |  |       |  |  |                     |  |  |                        |  |
| Elisabetta Carlotta di Baviera         |                       | Carlo I Luigi del Palatinato |                             |  |  |       |  |  |                     |  |  |                        |  |
|                                        |                       | Carlotta d'Assia-Kassel      | Guglielmo V d'Assia-Kassel  |  |  |       |  |  |                     |  |  |                        |  |
|                                        |                       | Carlotta d'Assia-Kassel      | Guglielmo V d'Assia-Kassel  |  |  |       |  |  |                     |  |  |                        |  |
|                                        |                       | Carlotta d'Assia-Kassel      | Amalia di Hanau-Münzenberg  |  |  |       |  |  |                     |  |  |                        |  |
|                                        |                       | Carlotta d'Assia-Kassel      |                             |  |  |       |  |  |                     |  |  |                        |  |